# Cristales bidimensionales
Los cristales bidimensionales aquí descritos han sido investigados por el físico chileno-alemán Mario Markus

y pueden ser un complemento en clases de física o química realizadas en colegios. Crecen bajo un microscopio sobre un portaobjetos de vidrio, generalmente dentro de pocos minutos por un mecanismo análogo a las „flores de hielo“ o la „escarcha“ en las ventanas,. Por ello, difieren de los cristales que crecen en tres dimensiones en una solución saturada.
Las formas de los cristales varían según el solvente
(por ejemplo agua o etanol), la temperatura, la humedad, el espesor de la solución y la concentración del soluto.

## Comparación con cristales en tres dimensiones
Cristales en tres dimensiones tienen formas simétricas, por ejemplo cubos u octaedros, que se suelen ver en joyas Se forman por enlace secuencial de las moléculas, las cuales permanecen en las posiciones más estables. Moléculas adheridas con poca estabilidad deben tener tiempo para desprenderse del cristal. Esto requiere que la formación del cristal precise de tiempos largos: horas, días o más. Contrariamente , las cristalizaciones bidimensionales descritas aquí transcurren en tiempos extremadamente cortos, porque la capa de solución aplicada sobre vidrio se seca  rápidamente.
A diferencia de los cristales en tres dimensiones, ningún cristal bidimensional es igual a otro. Esto se debe a que el movimiento de las moléculas en la solución es caótico y no hay suficiente tiempo para desprender adhesiones inestables y azarosas. Eso sí que en algunos casos el tiempo es suficiente para adhesiones ordenadas, por lo que resulta una mezcla de orden y caos.

## Procedimiento
1. Pesar la cantidad necesaria de la sustancia (o de las sustancias si se trata de una mezcla).
2. Disolver la(s) sustancia(s) en agua u otro solvente, revolviendo. Calentar si fuese necesario.
3. Colocar una gota de la solución con una pipeta en el centro del portaobjetos. Se puede saltar el siguiente punto 4 si la gota de solución (por ejemplo 50 mililitros) se esparce fácilmente sobre el portaobjetos. Si no es así, se procede como sigue: rociar el portaobjetos con una sustancia hidrófila, por ejemplo con spray antiempañamiento de parabrisas. Poner luego encima un pañuelo de papel y presionar levemente para hacer desaparecer la espuma. Dejar secar.
4. Si la gota no se esparce, utilizar una varilla de vidrio para distribuirla sobre todo el portaobjetos.
5. Esperar hasta que se seque la capa de la solución. Si tarda mucho, es útil colocar y presionar unos cristales del soluto en la orilla.
6. Mover el portaobjetos bajo el microscopio hasta descubrir un encuadre interesante (generalmente alrededor de un milímetro por un milímetro) utilizando transmisión y no reflexión de luz. En general se obtienen figuras con valores gris.
7. Fotografiar. Con un algoritmo adecuado, como GIMP, se pueden cambiar los valores de gris en colores.

## Ejemplos
A continuación se muestran cristales bidimensionales obtenidos con diferentes sustancias.

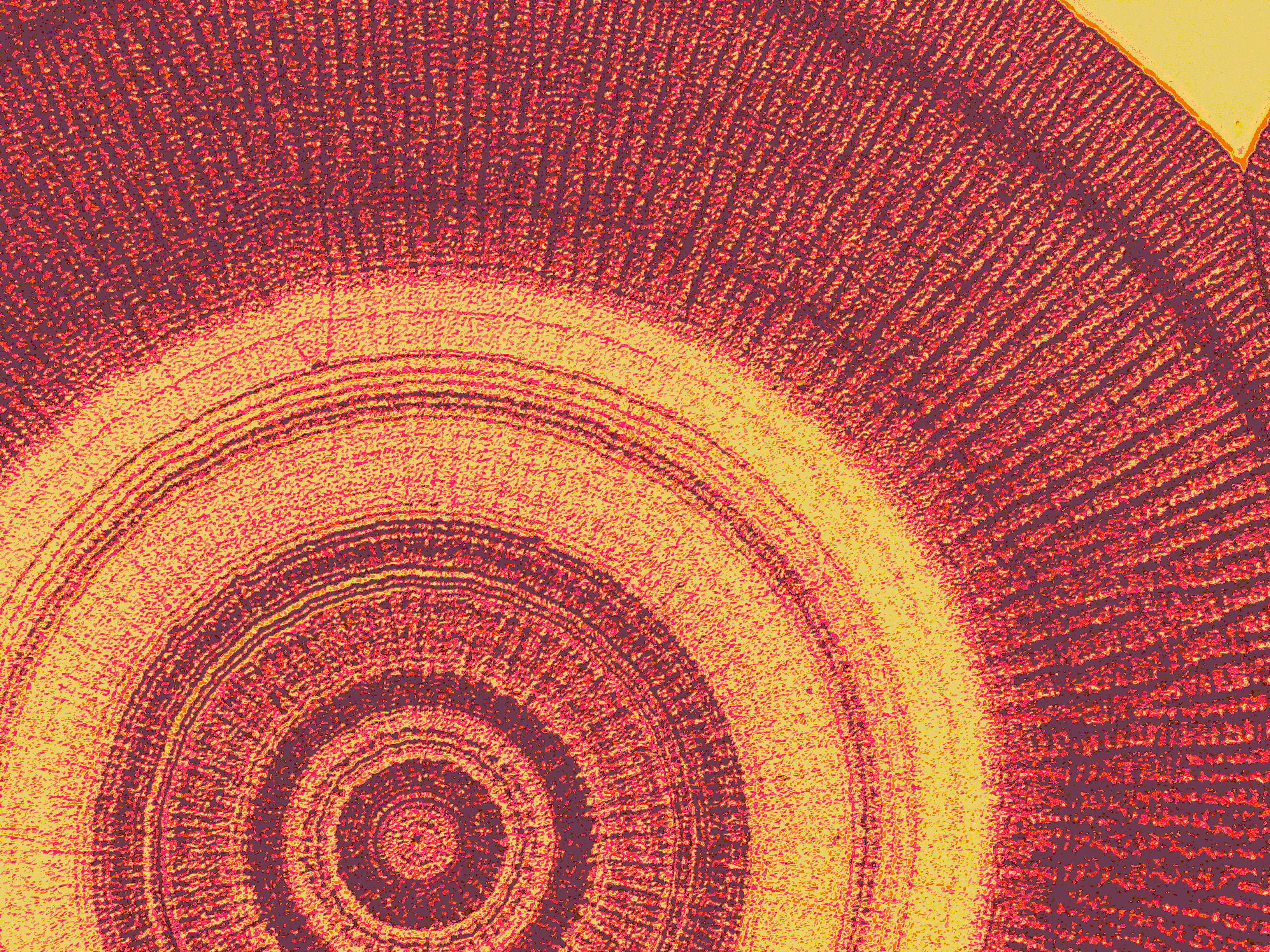
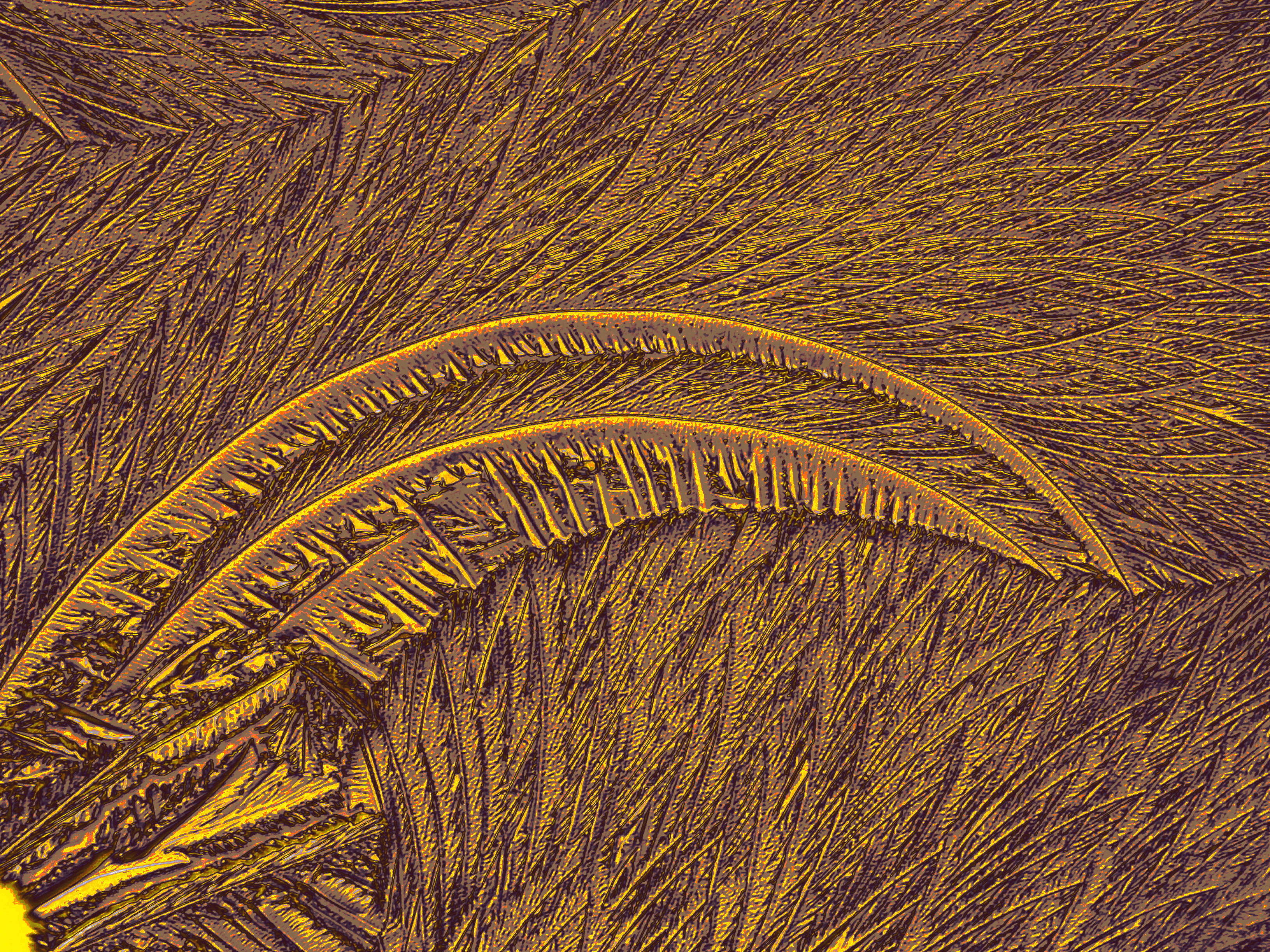
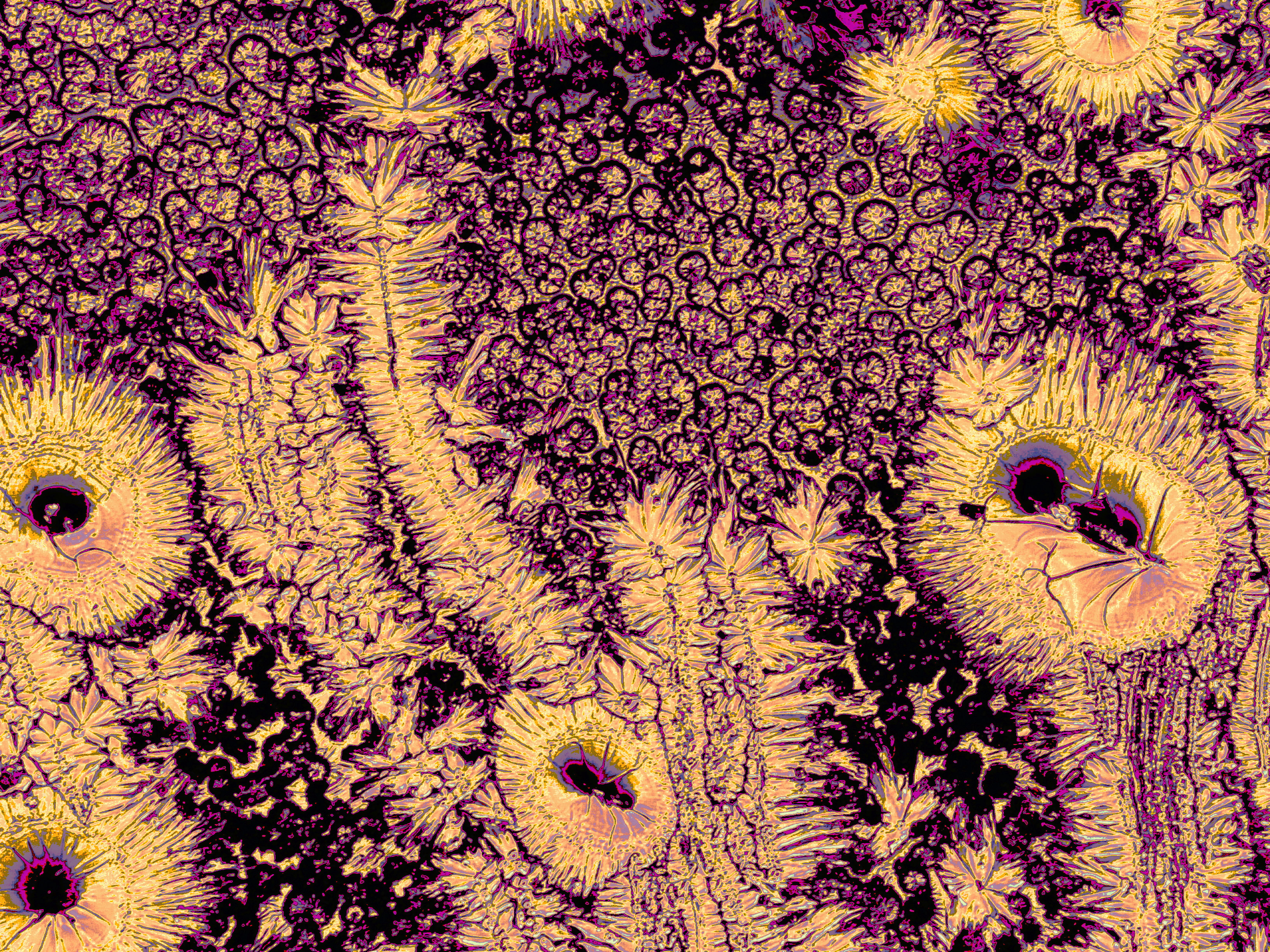
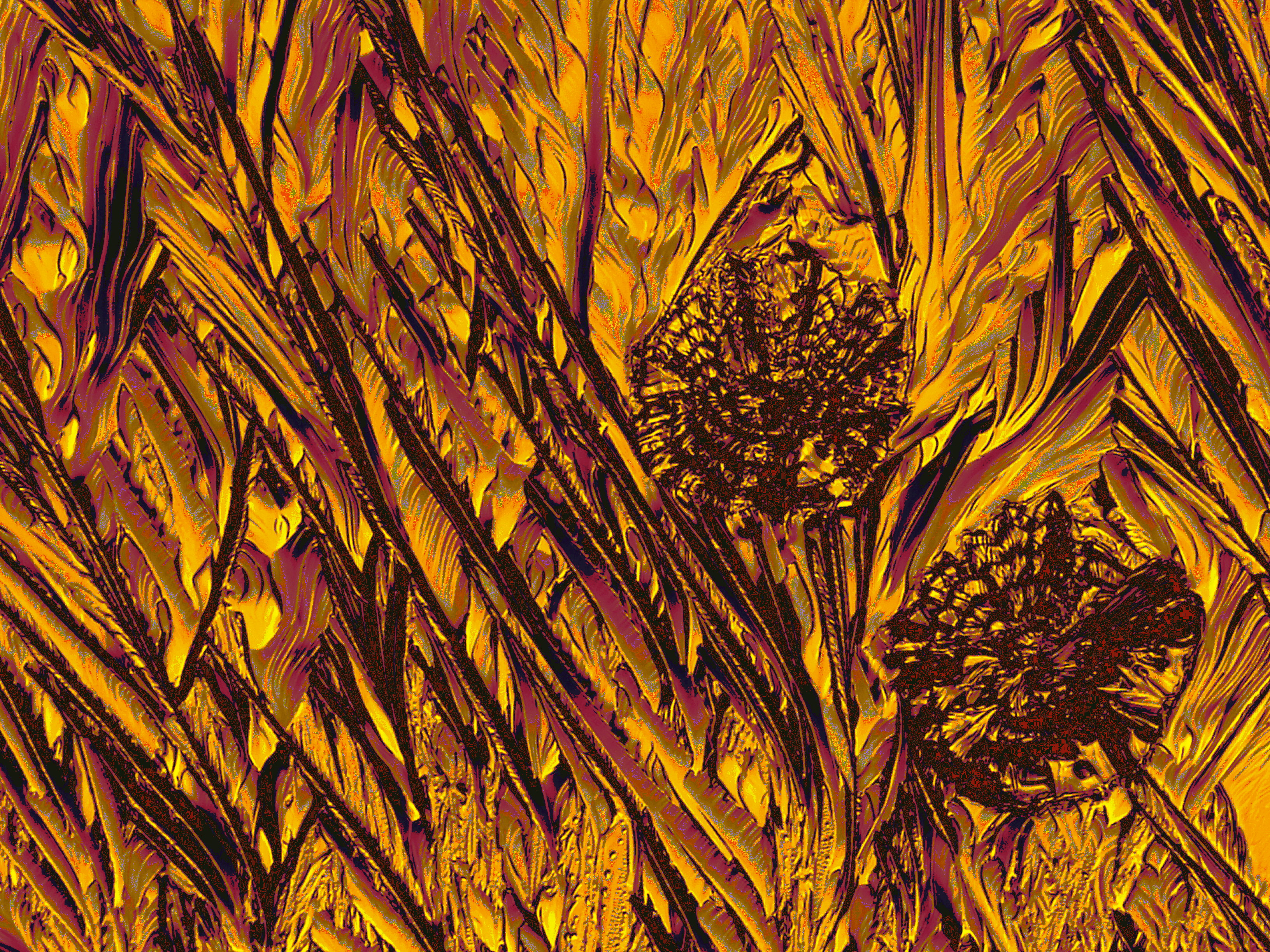
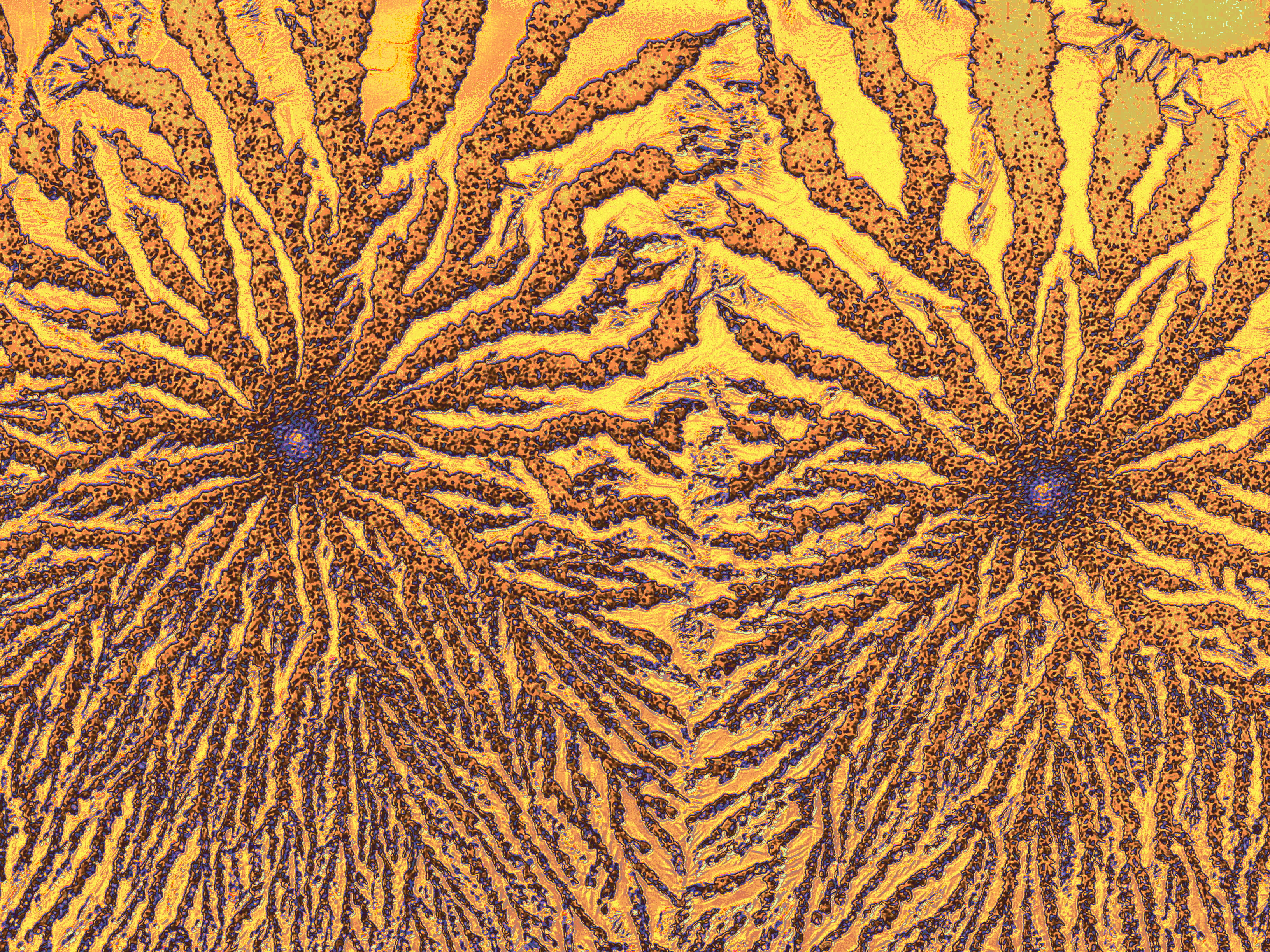
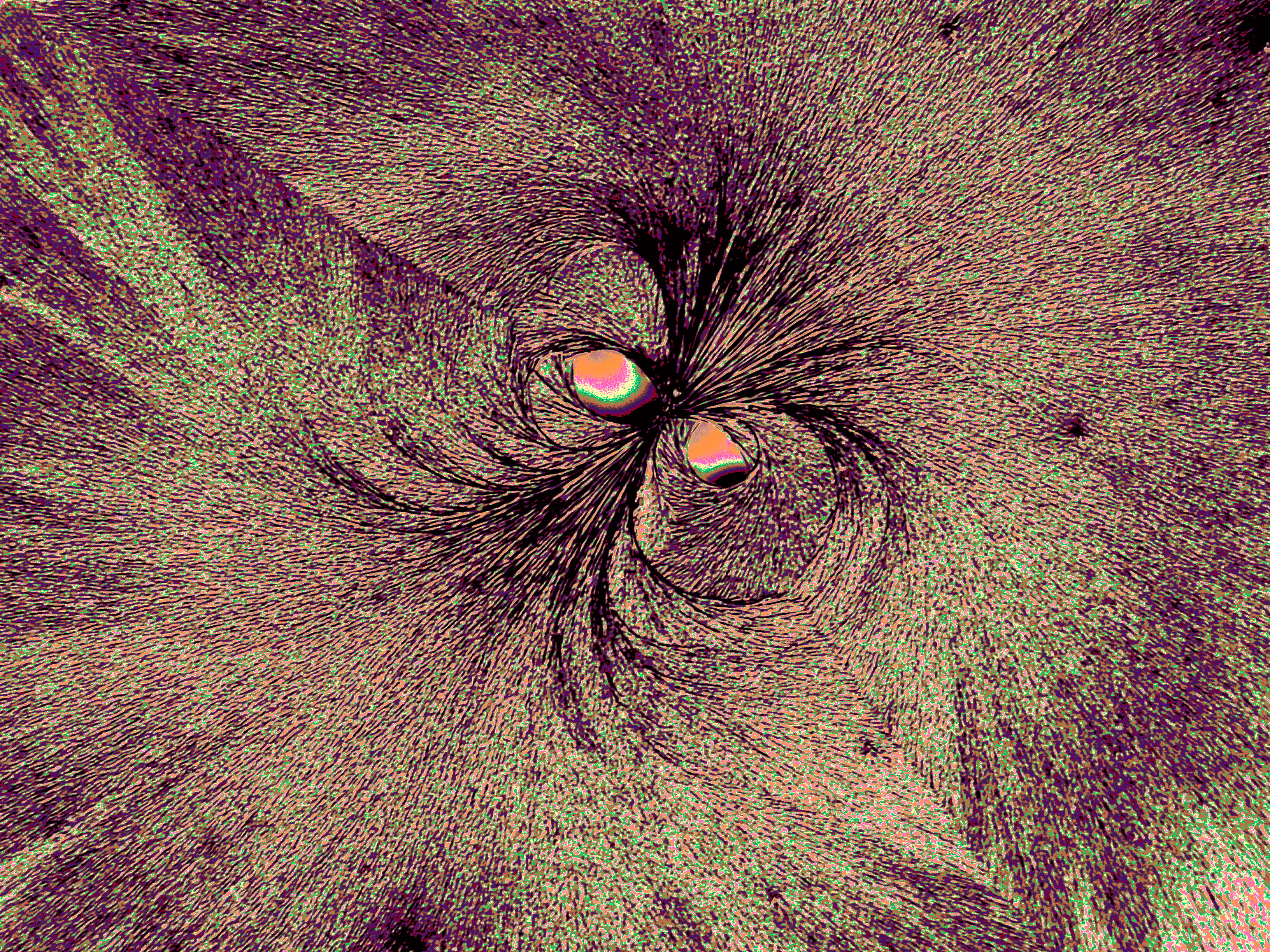
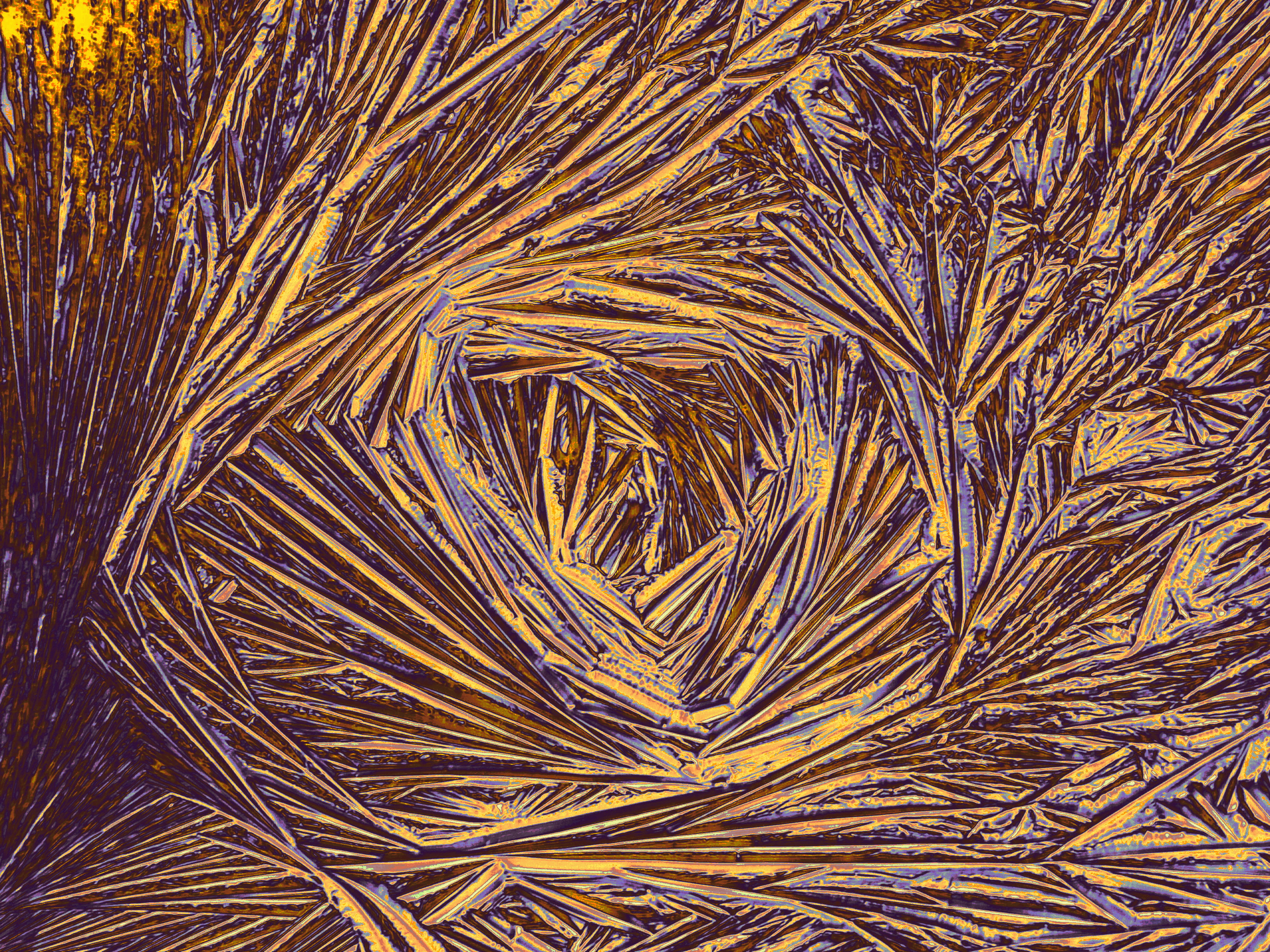
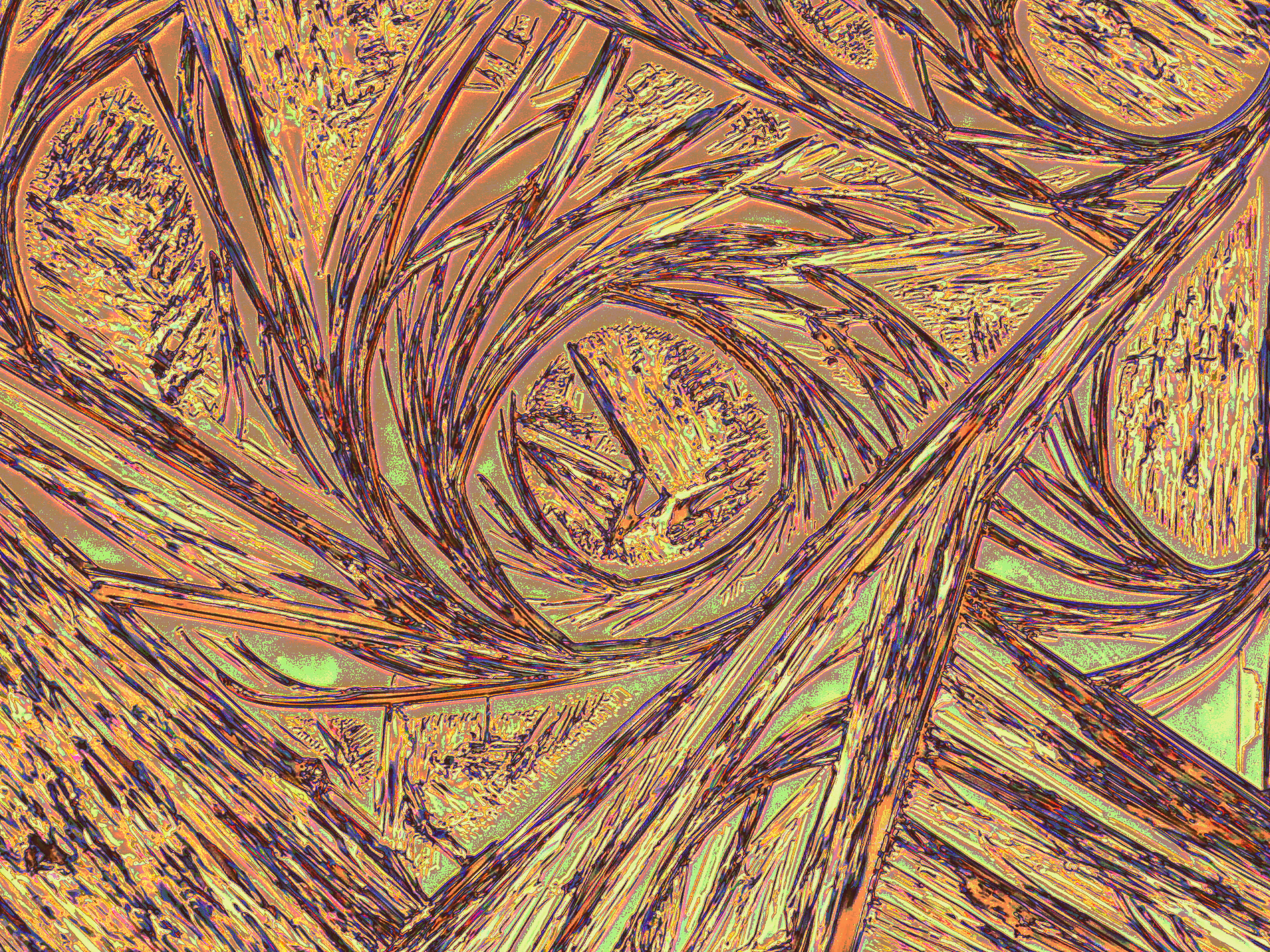
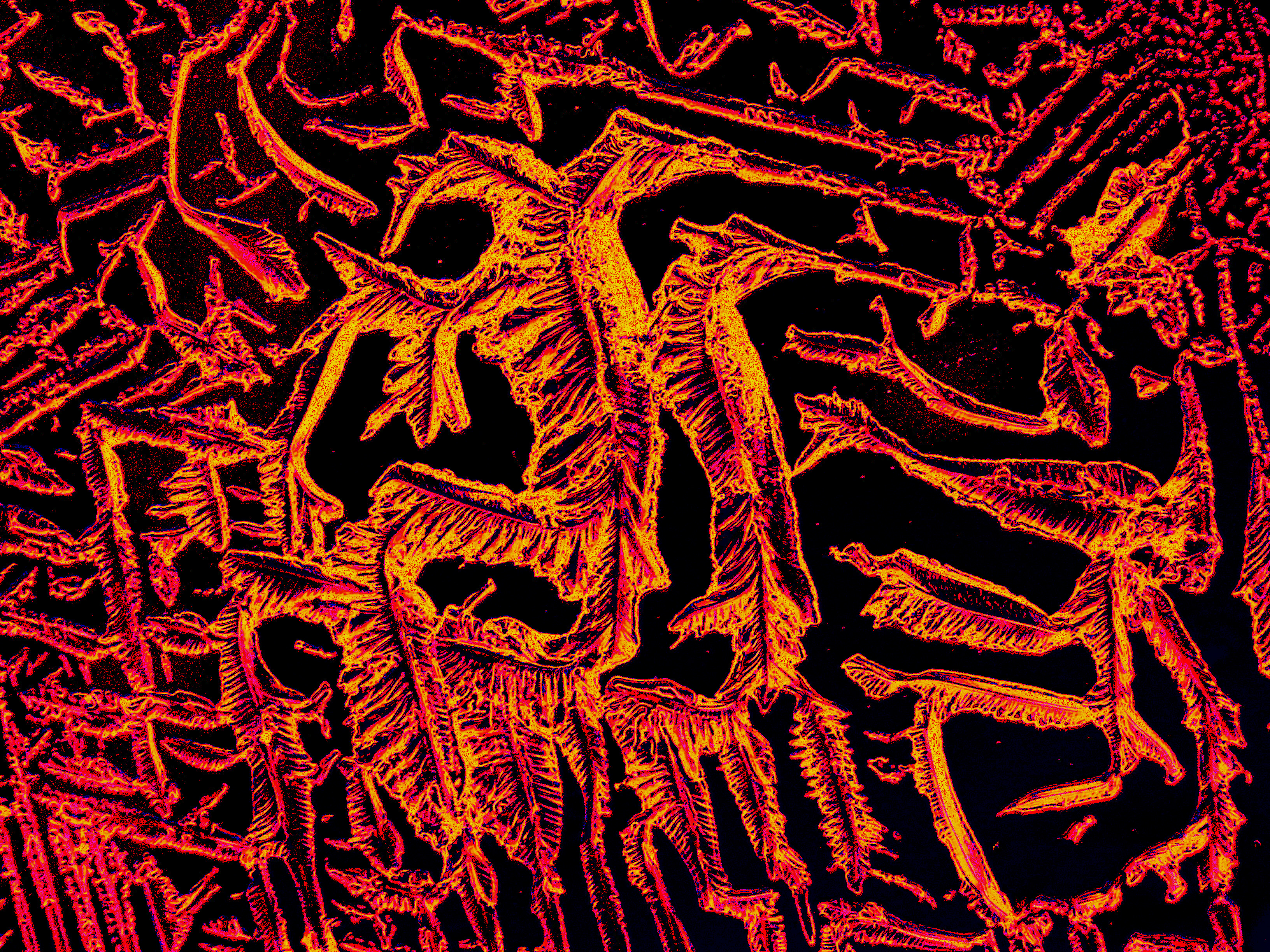